# Screenlets
Screenlets son widgets que son ejecutadas en un gestor de composición de ventanas, el más notable es Compiz (bajo Linux). Están programados en Python y son dibujados como vectores en SVG usando Cairo.

## Historia
Después de que Rico Pfaus (RYX), el autor de Screenlets dejó de desarrollar el software, Helder Fraga (Whise), continuó el desarrollo con la corrección de bugs y añadiendo más características.

## Características
Hasta la versión 0.0.14, Screenlets eran escritos exclusivamente en Python y dibujados como vectores en SVG usando Cairo. Más tarde se añadió soporte para web widgets (widgets escritos en HTML, JavaScript y CSS, similares a los widgets Apple Inc.'s Dashboard).

Screenlets también soporta Google Gadgets y widgets de SuperKaramba.